# Gamasellus tundriensis
Gamasellus tundriensis är en spindeldjursart som beskrevs av Davydova 1982. Gamasellus tundriensis ingår i släktet Gamasellus och familjen Ologamasidae. Inga underarter finns listade i Catalogue of Life.